# Шенк, Адольф
Филипп Адольф Шенк (нем. Adolph Schenck; 1803—1878) — немецкий энтомолог и педагог, почётный доктор Марбургского университета; в некоторых дореволюционных русскоязычных изданиях, например в «Энциклопедическом словаре Брокгауза и Ефрона», описывается как Карл Фридрих Шенк (нем. Carl Friedrich Schenck).

## Биография
Адольф Шенк родился 11 апреля 1803 года в Дилленбурге в семье судьи Иоганна Джейкоба Шенка (1763—1805) и Софи Каролины (урожд. Джекел; 1767–1836). В возрасте девяти лет он получил во время игры травму колена, после которой правая нога так и не восстановилась и он вынужден был использовать для передвижения специальные устройства на протяжении всей своей жизни. 
Получив должное образование был принят на должность профессора гимназии в Вайльбурге, где проработал большую часть жизни. Одновременно с педагогической деятельностью изучал местную фауну, уделяя особое внимание перепончатокрылым великого герцогства Нассауского. Среди многочисленных видов насекомых, описанных им впервые, были в частности Strongylognathus testaceus (1852) и Biastes emarginatus (1853).
Среди многочисленных работ учёного наиболее известны следующие: «Beschreibung nassauischer Bienenarten» («Jahresh. Ver. Naturk. Herz. Nassau», 1851—59); «Beschreibung nassauischer Ameisenarten» (там же, 1852); «Monographie der geselligen Wespen mit besonderer Berücksichtigung der Nassauischen Species» (Вейльбург, 1853); «Beschreibung der nassauischen Arten der Familie der Faltenwespen» («Jahresh. etc.», 1853); «Beschreibung der nassauischen Goldwespen (Chrysididae) etc.» (там же, 1856); «Beschreibung der in Nassau aufgefundenen Grabwespen» (там же, 1857); «Die deutschen Vesparien nebst Zusätzen und Berichtigungen zu der Bearbeitung der nassauischen Grabwespen, Goldwespen, Bienen und Ameisen etc.» (Висбаден, 1861); «Die Bienen des Grossherzogthums Nassau» (Висбаден, 1861); «Beiträge zur Kenntnis der nassauischen Cynipiden u ihrer Gallen etc.» (Висбаден, 1865).
Филипп Адольф Шенк умер 23 февраля 1878 года в Вайльбурге.
Научный вклад Шенка был отмечен званием Почётного доктора Марбургского университета и прусским орденом Красного орла.
В его честь был назван муравей Myrmica schencki.